# 健康中国行动推进委员会
健康中国行动推进委员会，是中华人民共和国国务院于2019年设立的国务院议事协调机构，负责统筹推进《健康中国行动（2019—2030年）》组织实施、监测和考核相关工作。

## 历史
2019年7月9日，统筹推进《健康中国行动（2019—2030年）》组织实施、监测和考核相关工作，国务院决定成立健康中国行动推进委员会。该委员会主要职责为统筹推进《健康中国行动（2019—2030年）》组织实施、监测和考核相关工作。按年度研究部署行动推进的重点任务，并协调推动各地区各相关部门工作落实。根据疾病谱变化及医学进步等情况，研究对健康教育和重大疾病预防、治疗、康复、健康促进等提出指导性意见，并适时调整指标、行动内容。完成党中央、国务院交办的其他事项。
2023年10月，国务院调整设立新一届全国爱卫会，明确了全国爱卫会的主要任务、组成人员和运行机制，按照新一届全国爱卫会承担健康中国建设的任务要求，在工作职责中增加相应内容。

## 组成人员
组长
- 孙春兰（国务院副总理）

副组长
- 马晓伟（卫生健康委主任）
- 陈宝生（教育部部长）
- 苟仲文（体育总局局长）
- 丁向阳（国务院副秘书长）

成员
- 梁言顺（中央宣传部副部长）
- 刘烈宏（中央网信办副主任）
- 连维良（发展改革委副主任）
- 钟登华（教育部副部长）
- 徐南平（科技部副部长）
- 王江平（工业和信息化部副部长）
- 孙力军（公安部副部长）
- 王爱文（民政部副部长）
- 余蔚平（财政部副部长）
- 游钧（人力资源社会保障部副部长）
- 王广华（自然资源部副部长）
- 黄润秋（生态环境部副部长）
- 黄艳（住房城乡建设部副部长）
- 刘小明（交通运输部副部长）
- 田学斌（水利部副部长）
- 吴宏耀（农业农村部党组成员）
- 张旭（文化和旅游部副部长）
- 孙梅君（市场监管总局副局长）
- 范卫平（广电总局副局长）
- 李建明（体育总局副局长）
- 施子海（医保局副局长）
- 严文斌（新华社副社长）
- 段铁力（烟草局副局长）
- 于春孝（铁路局副局长）
- 李健（民航局副局长）
- 闫树江（中医药局副局长）
- 陈时飞（药监局副局长）
- 夏更生（扶贫办副主任）
- 许正中（人民日报社副总编辑）
- 阎京华（全国总工会副主席、书记处书记）
- 李柯勇（共青团中央书记处书记）
- 章冬梅（全国妇联书记处书记）
- 孟庆海（中国科协副主席、书记处书记）
- 贾勇（中国残联副理事长）

相关领域专家、全国人大代表、全国政协委员和社会知名人士代表若干名（具体人员由推进委员会按程序确定）
秘书长
- 丁向阳（兼）
- 于学军（卫生健康委副主任）

## 办事机构
健康中国行动推进委员会办公室设在中华人民共和国国家卫生健康委员会，是健康中国行动推进委员会的办事机构。
健康中国行动推进委员会办公室成员由推进委员会成员单位有关司局负责同志、专家代表等担任。